# Team Vorarlberg
Il Team Vorarlberg, noto in passato come Volksbank, è una squadra austriaca di ciclismo su strada maschile con licenza di UCI Continental Team.
Attiva come squadra UCI dal 2002, ha sede a Rankweil, nel Vorarlberg, ed è diretta sin dagli esordi da Thomas Kofler. Dal 2006 al 2010 ha avuto licenza Professional Continental, prima squadra austriaca a detenere tale licenza. Nel 2015 ha vinto il Giro d'Austria grazie allo spagnolo Víctor de la Parte.

## Cronistoria

### Annuario
| Anno | Codice | Nome                                                                           | Cat.                               | Biciclette | Dirigenza |
| ---- | ------ | ------------------------------------------------------------------------------ | ---------------------------------- | ---------- | --- |
| 2002 | VOL    | Volksbank-Ideal                                                                | GSIII                              | Ideal      | Dir. sportivi: Thomas Kofler, Miroslav Kirh, Max Kofler, Walter Schnyder |
| 2003 | VOL    | Volksbank-Ideal                                                                | GSIII                              | Ideal      | Dir. sportivi: Thomas Kofler, Johannes Kofler, Walter Schnyder |
| 2004 | VOL    | Volksbank-Ideal (fino al 12 agosto) Volksbank-Ideal-Leingrüber (dal 13 agosto) | GSIII                              | Ideal      | Dir. sportivi: Thomas Kofler, Johannes Kofler, Walter Schnyder |
| 2005 | VOL    | Volksbank-Leingrüber-Ideal                                                     | CT                                 | Ideal      | Manager: Thomas Kofler Dir. sportivi: Johannes Kofler, Lukas Zumsteg |
| 2006 | VBG    | Team Vorarlberg                                                                | PCT                                | Ideal      | Manager: Thomas Kofler Dir. sportivi: Mario Beccia, Bert Dietz, Lukas Zumsteg |
| 2007 | VBG    | Team Volksbank                                                                 | PCT                                | Corratec   | Manager: Thomas Kofler Dir. sportivi: Mario Beccia, Patrick Vetsch |
| 2008 | VBG    | Volksbank-Corratec                                                             | PCT                                | Corratec   | Manager: Thomas Kofler Dir. sportivi: Mario Beccia, Gregor Gut, Patrick Vetsch |
| 2009 | VBG    | Vorarlberg-Corratec                                                            | PCT                                | Corratec   | Manager: Thomas Kofler Dir. sportivi: Mario Beccia, Gregor Gut, Patrick Vetsch |
| 2010 | VBG    | Vorarlberg-Corratec                                                            | PCT (fino al 30/06) CT (dal 01/07) | Corratec   | Manager: Harald Morscher Dir. sportivi: Harald Morscher, Gregor Gut, Andreas Müller, Thomas Kofler                                                                                   |
| 2011 | VBG    | Team Vorarlberg                                                                | CT                                 | Corratec   | Manager: Harald Morscher Dir. sportivi: Harald Morscher, Gregor Gut, Thomas Kofler                                                                                                   |
| 2012 | VBG    | Team Vorarlberg                                                                | CT                                 | Scappa     | Manager: Thomas Kofler Dir. sportivi: Thomas Kofler, Michael Heinzle-Schneider, Johann Innerhofer, Johannes Kofler, Mario Wauch, Harald Wisiak                                       |
| 2013 | VBG    | Team Vorarlberg                                                                | CT                                 | Hrinkow    | Manager: Thomas Kofler Dir. sportivi: Thomas Kofler, Michael Heinzle-Schneider, Daniel Hirs, Johann Innerhofer, Johannes Kofler, Harald Wisiak                                       |
| 2014 | VBG    | Team Vorarlberg                                                                | CT                                 |            | Manager: Thomas Kofler Dir. sportivi: Harald Wisiak, Daniel Hirs, Johann Innerhofer, Johannes Kofler, Werner Salmen                                                                  |
| 2015 | VBG    | Team Vorarlberg                                                                | CT                                 | Stevens    | Manager: Thomas Kofler Dir. sportivi: Werner Salmen, Patrick Banfi, Spas Gyurov, Daniel Hirs, Johannes Kofler, Thomas Kofler                                                         |
| 2016 | VOL    | Team Vorarlberg                                                                | CT                                 | Stevens    | Manager: Thomas Kofler Dir. sportivi: Werner Salmen, Spas Gyurov, Daniel Hirs, Johann Innerhofer, Johannes Kofler, Raimund Liesinger, Thomas Kofler                                  |
| 2017 | VOL    | Team Vorarlberg                                                                | CT                                 | Stevens    | Manager: Thomas Kofler Dir. sportivi: Werner Salmen, Marcello Albasini, Spas Gyurov, Johann Innerhofer, Johannes Kofler, Thomas Kofler                                               |
| 2018 | VOL    | Team Vorarlberg Santic                                                         | CT                                 | Stevens    | Manager: Thomas Kofler Dir. sportivi: Marcello Albasini, Johann Innerhofer, Johannes Kofler, Thomas Kofler, Walter Maes, Werner Salmen                                               |
| 2019 | VBG    | Team Vorarlberg Santic                                                         | CT                                 | Argon 18   | Manager: Thomas Kofler Dir. sportivi: Werner Salmen, Johann Innerhofer, Stefan Ivanov, Johannes Kofler, Thomas Kofler, Walter Maes, René Stüssi                                      |
| 2020 | VBG    | Team Vorarlberg Santic                                                         | CT                                 | Argon 18   | Manager: Thomas Kofler Dir. sportivi: Werner Salmen, Johann Innerhofer, Johannes Kofler, Thomas Kofler, René Stüssi                                                                  |
| 2021 | VBG    | Team Vorarlberg                                                                | CT                                 | Argon 18   | Manager: Thomas Kofler Dir. sportivi: Florent Horeau, Cornel Enzler, Johann Innerhofer, Johannes Kofler, Thomas Kofler, René Stüssi                                                  |
| 2022 | VBG    | Team Vorarlberg                                                                | CT                                 | DRAG       | Manager: Thomas Kofler Dir. sportivi: Werner Salmen, Cornel Enzler, Michael Heinzle-Schneider, Johann Innerhofer, Johannes Kofler, Thomas Kofler, Maximilian Kuen, Jürgen Schatzmann |
| 2023 | VBG    | Team Vorarlberg                                                                | CT                                 | DRAG       | Manager: Thomas Kofler Dir. sportivi: Werner Salmen, Cornel Enzler, Michael Heinzle-Schneider, Johann Innerhofer, Johannes Kofler, Thomas Kofler, Maximilian Kuen, Jürgen Schatzmann |
| 2024 | VBG    | Team Vorarlberg                                                                | CT                                 | DRAG       | Manager: Thomas Kofler Dir. sportivi: Werner Salmen, Bastian Buffel, Cornel Enzler, Johann Innerhofer, Johannes Kofler, Thomas Kofler, Jürgen Schatzmann                             |

## Organico 2024
Aggiornato al 22 febbraio 2024.

### Staff tecnico
|  | Naz.                | Ruolo  | Sportivo          |  |  |  |
|  | ------------------- | ------ | ----------------- |  |  |  |
|  | Austria (bandiera)  | GM, DS | Thomas Kofler     |  |  |  |
|  | Germania (bandiera) | DS     | Werner Salmen     |  |  |  |
|  | Germania (bandiera) | DS     | Bastian Buffel    |  |  |  |
|  | Svizzera (bandiera) | DS     | Cornel Enzler     |  |  |  |
|  | Austria (bandiera)  | DS     | Johann Innerhofer |  |  |  |
|  | Austria (bandiera)  | DS     | Johannes Kofler   |  |  |  |
|  | Austria (bandiera)  | DS     | Jürgen Schatzmann |  |  |  |

### Rosa
|  | Naz.                |  | Sportivo           | Anno |  |  |
|  | ------------------- |  | ------------------ | ---- |  |  |
|  | Austria (bandiera)  |  | Dominik Amann      | 1999 |  |  |
|  | Germania (bandiera) |  | Pirmin Benz        | 2000 |  |  |
|  | Austria (bandiera)  |  | Killian Feurstein  | 2003 |  |  |
|  | Austria (bandiera)  |  | Daniel Heidegger   |      |  |  |
|  | Germania (bandiera) |  | Jon Knolle         | 1999 |  |  |
|  | Italia (bandiera)   |  | Alexander Konychev | 1998 |  |  |
|  | Giappone (bandiera) |  | Tomoya Koyama      | 1998 |  |  |
|  | Germania (bandiera) |  | Lukas Meiler       | 1995 |  |  |
|  | Austria (bandiera)  |  | Laurin Nenning     | 2004 |  |  |
|  | Germania (bandiera) |  | Jannis Peter       | 2000 |  |  |
|  | Austria (bandiera)  |  | Nikolas Riegler    | 2001 |  |  |
|  | Svizzera (bandiera) |  | Lukas Rüegg        | 1996 |  |  |
|  | Svizzera (bandiera) |  | Félix Stehli       | 2000 |  |  |
|  | Svizzera (bandiera) |  | Colin Stüssi       | 1993 |  |  |
|  | Austria (bandiera)  |  | Moran Vermeulen    | 1997 |  |  |